# Övre Skommartjärnen
Övre Skommartjärnen är en sjö i Borlänge kommun i Dalarna och ingår i Dalälvens huvudavrinningsområde.